# Districte de Buner
El districte de Buner és una divisió administrativa de la província de la Frontera del Nord-oest al Pakistan. La capital és la ciutat de Daggar 34° 30′ 41″ N, 72° 29′ 02″ E / 34.51139°N,72.48389°E. Té una superfície de 1.865 km² i una població (1998) de 506.048 habitants. És format només per un tehsil, Daggar o Bunner.

## Història
La Vall de Buner es troba al nord de Peshawar. Està habitada per les tribus salarzai i ashazai gadazai dels paixtus, coneguts en conjunt com a bunerwals o ashizii; són subdivisions de la tribu Yusufzai; també hi viuen gujars, panjabis i hazares.
Aquesta zona formà part de l'antic regne d'Udyana i s'han trobat diverses restes arqueològiques de l'era budista. Troballes interessants s'han fer a Mahaban, Banj, Asgrani, Panjkotai, Gumbatai, i Girarai. Mahaban ha estat identificada amb l'Aornos, la fortalesa assetjada per Alexandre el Gran, però el Dr. Stein ho va refutar el 1904, considerant més probable que fos Banj.
El 1898 una revolta local va causar l'enviament d'una força militar britànica.
L'abril del 2009 els islamistes de la regió i del Swat, van ocupar la vall de Baner i la ciutat de Baner, després d'una batalla amb la milícia local favorable al govern. Es va decretar la xaria. Baner era a menys de 200 km d'Islamabad. El 29 d'abril paracaigudistes pakistanesos van recuperar la ciutat però la vall restà en poder dels islamistes.